# ماي ايمورا
ماي ايمورا (15 سبتمبر 1987 في اليابان - ) (بالكانا:うえむら まい) هي لاعبة كرة طائرة يابانية.

## وصلات خارجية
- ماي ايمورا على موقع الدوري الياباني (مؤرشف) (اليابانية)